# Почётные граждане Сочи
Почётный граждани́н Со́чи — звание присуждаемое за активное участие в общественно-политической жизни города Сочи.

## Список почётных граждан[1]
1. Акаси, Ясуси (1989)
2. Андрюха, Пантелей Владимирович (2000)
3. Барская, Нина Ивановна (2017)
4. Белоус, Алексей Фёдорович (1970)
5. Веснина, Елена Сергеевна (2016)
6. Воевода, Алексей Иванович (2010)
7. Воронков, Вячеслав Александрович (2000)
8. Воронцов-Дашков, Илларион Иванович (1915)
9. Гура, Георгий Степанович (1996)
10. Дебольская, Алиса Фёдоровна (2002)
11. Джелиев, Заурбек Хасанбекович (2020)
12. Ермакова, Людмила Владимировна
13. Игнатенко, Виталий Никитич (1999)
14. Карпов, Николай Иванович (2006)
15. Кафельников, Евгений Александрович (1999)
16. Колодяжный, Виктор Викторович (2007)
17. Кондра, Владимир Григорьевич (2011)
18. Лапин, Борис Аркадьевич (1996)
19. Лепсверидзе, Нора Ираклиевна ()
20. Масляков, Александр Васильевич (2016)
21. Моняк, Семён Исаакович (1999)
22. Панин, Анатолий Иванович (2001)
23. Пантелеев, Владимир Ильич (1999)
24. Подповетный, Валерий Яковлевич (2007)
25. Попков, Виталий Иванович (1982)
26. Порханов, Владимир Алексеевич (2022)
27. Поцелуев, Иван Николаевич (1996)
28. Птица, Клавдий Борисович
29. Романов, Николай Егорович (1996)
30. Рябцева, Элеонора Павловна (1998)
31. Севастьянов, Виталий Иванович (1970)
32. Скляренко, Валерий Григорьевич (2017)
33. Созданов, Пётр Георгиевич (1996)
34. Тевлин, Борис Григорьевич (1966)
35. Трубачёв, Михаил Григорьевич (1999)
36. Устьян, Гамаяк Нерсесович (2011)
37. Хачемизов, Давлетбий Хаджибечевич
38. Хачмамук, Вячеслав Асланович (2015)
39. Хитаров, Георгий Артёмович (1974)
40. Цхомария, Борис Дмитриевич (2005)
41. Штейман, Устим Генрихович (2007)
42. Языков, Виктор Аркадьевич (1999)